# 太陽之歌
《太陽之歌》是2006年6月17日上映的由YUI主演的日本電影，改編自1993年的香港電影《新不了情》
。同年稍後時間，TBS把故事改編成電視劇，該劇集由山田孝之和澤尻英龍華主演，在2006年7月至9月的TBS週五連續劇中播放。
2015年10月，越南播出其翻拍的連續劇。2018年再被改編成同名美國電影，香港譯名為《日出前讓戀愛開始》。

## 故事
住在海邊城市的雨音薰因患有著色性乾皮症（Xeroderma Pigmentosum，簡稱XP），身體不能受到陽光照射，因此她的作息生活跟一般人相反：日落才是她活動時間的開始，而日出時就睡覺。即使這樣，她的家人和好友們支持著她，使她每日快樂地生活。此外，音樂對她來說是比任何事都重要的東西，因為她在歌唱中感受到生存的意義。直到她遇上一位少年，她的命運出現了很大的轉變。

## 日本電影版

### 概要
- 制作：松竹、スターダストピクチャーズ、ROBOT、Sony Music Records、Geneon Universal Entertainment Japan、twin、日本出版販売、雅虎日本
- 新加坡上映日期：2006年12月14日（片名為《太陽之歌》《Midnight Sun》）
- 香港上映日期：2007年1月25日（片名為《太陽之歌》《Midnight Sun》）
- 台灣上映日期：2007年4月27日（片名為《午夜的陽光》）
- 這部電影是YUI的處女演出，並負責主唱主題曲及電影中大部分歌曲作曲填詞。YUI本人也獲得第30屆日本電影金像獎新人獎。
- 這部電影在日本國內上映後評價甚高，迄今已獲得超過10億日元票房。
- 雖然說改編自《新不了情》，但是劇中卻很大一部分情節是YUI自己音樂歷程的故事改編，很難看出《新不了情》的影子。

### 主要演員
- 雨音薰 - YUI 飾
- 藤代孝治 - 塚本高史 飾
- 雨音謙 - 岸谷五朗 飾
- 雨音由紀 - 麻木久仁子 飾
- 松前美咲 - 通山愛里 飾
- 大西雄太 - 小柳友 飾
- 加藤晴男 - 田中聰元 飾
- 藤代孝治的母親 -  飾
- 警官 - 小林隆 飾
- 街頭演奏者 -  飾
- 醫生 - 山崎一 飾

### 歌曲
主題曲
- 《Good-bye days》（詞曲、演唱：YUI）

插曲
- 《Skyline》（詞曲、演唱：YUI）
- 《It's happy line》（詞曲、演唱：YUI）

## 日本電視劇版

### 概要
- 劇集於2006年7月14日至2006年9月15日22:00~22:54的《TBS週五連續劇》中播放；
  - 2007年2月10日在香港美亞電視劇台播映；
  - 2007年5月10日在台灣緯來日本台播映。
  - 該劇與《在世界中心呼喚愛》（2004年夏季）、《現在，很想見你》（2005年夏季）並稱為「TBS純愛三部作」，《太陽之歌》為三部曲的完結篇。
- 跟原作不同的是，其原創故事較多。

- 女主角是由中曾飾演與病魔搏鬥的少女澤尻英龍華擔任，飾演雨音薰；男主角由《在世界中心呼喚愛》中飾演松本朔太郎的山田孝之擔任，其角色為藤代孝治（原定由市原隼人飾演）。
- 在每集的預告前，均會以黑色背景及以白色文字顯示以下字句：

### 主要演員
- 雨音薰（19歲） - 澤尻英龍華 飾
- 藤代孝治（19歲） - 山田孝之 飾
- 橘麻美（20歲） - 松下奈緒 飾
- 大西雄太（19歲） - 田中圭 飾
- 松前美咲（19歲） - 佐藤惠 飾
- 加藤晴男（19歲） - 濱田岳 飾
- 立浪隆介（19歲） - 川村陽介 飾
- （21歲） - 原史奈 飾
- 三浦結子（22歲） - 小林麻央 飾
- （22歲） -  飾
- 工藤洋平（32歲） - 要潤 飾
- 雨音由紀（40歲） - 黒田知永子 飾
- 榎戸真一（50歲） - 山本圭 飾
- 雨音謙（45歲） - 勝村政信 飾
- 三浦修（50歲） - 竹中直人 飾

### 製作人員
- 編劇：渡邊睦月
- 導演：山室大輔、今井夏木
- 製片：津留正明、植田博樹
- 執行製作、副導演（日文稱演出）：山室大輔、今井夏木、武藤淳
- 配樂：澤野弘之
- 製作：東京廣播公司（TBS）

### 歌曲
- 主題曲 — 《invitation》（演唱：柴咲幸）
- 插曲
  - 《太陽之歌》（曲詞：Kaoru Amane、演唱：Kaoru Amane）
根據劇情設計，曲詞作者皆為Kaoru Amane（雨音薰）；但實際上，曲詞作者皆為白鳥麻衣（白鳥マイカ）。
  - 《Stay With me》（曲詞：Kaoru Amane、演唱：Kaoru Amane）
根據劇情設計，曲詞作者皆為Kaoru Amane（雨音薰）；但實際上，作曲者則為COZZi，而作詞者為永井真理子。
  - 《Wish》（曲詞：橘麻美、演唱：橘麻美）
根據劇情設計，曲詞作者皆為橘麻美；但實際上，作曲者則為川口大輔，而作詞者為松尾潔。

### 播放日期、副題及收視率
|                   | 播出日期      | 中文副題                        | 原文副題                            | 收視率 |
| ----------------- | ------------- | ------------------------------- | ----------------------------------- | ------ |
| 第1集             | 2006年7月14日 | 被太陽討厭的少女…月夜帶來的奇蹟 | 太陽に嫌われた少女…月夜がくれた奇跡 | 13.8%  |
| 第2集             | 2006年7月21日 | 月夜的告白…忘不了的初戀         |                                     | 6.9%   |
| 第3集             | 2006年7月28日 | 被太陽破壞的愛情                | 太陽に壊される愛                    | 8.4%   |
| 第4集             | 2006年8月4日  | 你給的夢                        | あなたがくれた夢                    | 11.1%  |
| 第5集             | 2006年8月11日 | 絕望之中的曙光                  | 絶望の中の光                        | 9.5%   |
| 第6集             | 2006年8月18日 | 捨棄過去的報復                  | 捨てた過去の復讐                    | 11.3%  |
| 第7集             | 2006年8月25日 | 約定的舞台                      | 約束のステージへ                    | 9.4%   |
| 第8集             | 2006年9月1日  | 與朋友看的夢                    | 仲間とみる夢                        | 11.4%  |
| 第9集             | 2006年9月8日  | 偷偷靠近的命運的影子            | 忍び寄る影                          | 10.8%  |
| 第10集 （最終回） | 2006年9月15日 | 絶唱                            | 絶唱                                | 10.3%  |

- 平均收視 10.3%
- 播出日期以日本地區首播日為準
- 收視率為日本關東地區的收視率
- 由Video Research公司調查

### 作品的變遷
| 東京廣播公司系列 週五10時          | 東京廣播公司系列 週五10時                  | 東京廣播公司系列 週五10時 |
| ---------------------------------- | ------------------------------------------ | ------------------------- |
|                                    | 太陽之歌 （2006.7.14 - 2006.9.15）         |                           |
| 詐欺獵人 （2006.4.14 - 2006.6.23） | 水手服和機關槍 （2006.10.13 - 2006.11.24） |                           |

| 臺灣緯來日本台 一番偶像劇 週一至週五晚間20:00至21:00 | 臺灣緯來日本台 一番偶像劇 週一至週五晚間20:00至21:00 | 臺灣緯來日本台 一番偶像劇 週一至週五晚間20:00至21:00 |
| ---------------------------------------------------- | ---------------------------------------------------- | ---------------------------------------------------- |
|                                                      | 太陽之歌 （2007.5.10 - 2007.5.23）                   |                                                      |
| HERO（重播） （2007.4.25 - 2007.5.9）                | 白夜行 （2007.5.24 - 2007.6.8）                      |                                                      |

## 韓國音樂劇
音樂劇《太陽之歌》（태양의 노래）於2010年5月7日至5月29日韓國世宗文化會館M劇院演出。這部作品是根據電影《太陽之歌》改編的，大部分故事與原著相似，但亦有一些區別。

### 與原作電影的區別
- 在電影中，薰的母親是倖存的角色，而在音樂劇中，她已經死了。而且薰的母親在音樂劇中幾乎沒有台詞，以靈魂形式出現。
- 音樂劇與原作不同的是，加入薰的父親與阿姨的愛情線。
- 在電影中，藤代孝治的三個朋友是他的幫手，而在音樂劇中則是障礙。

### 演員
- 雨音薰 - 洪恩珠（홍은주）、太妍[5][6]
- 藤代孝治 - 高俊植（고준식）、鄭善英（정선영）
- 薰的父親 - 李慶俊（이경준）、朴成勳（박성훈）
- 美咲（雨音薰鄰家朋友） - Yumi（유미）、尹智英（윤지영）
- 阿姨 - 林華春（임화춘）、朴善玉（박선옥）
- 合奏 - 尹英煥（윤영환）、郭恩泰（곽은태）、王恩碩（왕은숙）、朱成中（주성중）、權明玄（권명현）、原俞石（원유석）、吳成林（오성림）、朴正雅（박정아）、李信美（이신미）、申大成（신대성）、李妍京（이연경）、文正潤（문정윤）、朴元真（박원진）、韓一京（한일경）、胡賢娜（우현아）、崔成大（최성대）、高碧玄（고비현）、申杜波（신두보）、李賢宇（이현우）、鄭東鎮（정동진）

### 工作人員
- 製作社：世宗文化會館、首爾市音樂劇團
- 生產：黃在憲（황재헌）
- 藝術總導演：俞熙成（유희성）
- 劇本：黃在憲（황재헌）
- 作詞：黃在憲（황재헌）
- 作曲：許秀賢（허수현）
- 編舞：徐炳區（서병구）
- 舞台設計：朴城民（박성민）
- 燈光設計：具允英（구윤영）
- 服裝設計：邊美拉（변미라）
- 音響設計：金秀賢（김수현）
- 化妝設計：姜大英（강대영）
- 道具設計：金相熙（유희성）
- 舞台導演：李敏載（이민재）

## 越南電視劇版
於越南時間每週三及四21:15 - 22:15播出的越南电视台体育娱乐频道。經過日本電視劇版的九年後越南為故事背景。

### 主要演員
- Yen Phuong - Nha Phuong 飾
- Quan - Quang Tuan 飾
- Hoang Oanh 飾
- Huynh Anh 飾
- Quyen- MC Hoang Oanh 飾
- 橘麻美（29歲） - 松下奈緒 飾

### 製作人員
- 製作人 - Do Thanh Hai
- 協力製作人 - 三城真一
- 導演 - Vu Truong Khoa
- 制作協力 - TBS、Dorimax Television
- 製作著作 - VTV[8]

## 外部連結
- 太陽之歌電影官方網站（页面存档备份，存于）（日語）
- 電視劇官方網站（页面存档备份，存于）（日語）
- 緯來日本台太陽之歌網站（页面存档备份，存于）（繁體中文）
- 太陽之歌電影官方留言版（页面存档备份，存于）（日語）
- 太陽之歌台灣代理發行唱片公司 新力博德曼音樂 （页面存档备份，存于）（繁體中文）
- 太陽之歌電視劇台灣官方網站 哈日館 （繁體中文）
- 互联网电影数据库（IMDb）上《太陽之歌》的资料（英文）